# Мали-Хочевар, Албина
Албина Мали-Хочевар (сербохорв. Албина Мали-Хочевар / Albina Mali-Hočevar; 12 сентября 1925, Виница, около Чрномеля — 24 января 2001) — участница Народно-освободительной войны Югославии, общественно-политический деятель Социалистической Республики Словении. Народный герой Югославии (13 сентября 1953).

## Биография
Родилась 12 сентября 1925 года в Винице (под Чрномелем) в рабочей семье. Всего у родителей было восемь детей. Отец — сапожник, мать — рабочая. Семья проживала в Чрномеле, когда Албина пошла в школу. Она училась в третьем классе, когда её отец заболел: семья перебралась в Юрка-Вас, где отец скончался в 1934 году. После этого Албина пошла работать, чтобы прокормить семью: сначала она трудилась в Врхе-при-Щмихеле, а через два года переехала в Брезово-Ребро  и поступила в школу в Айдовце. Проживала там с семьёй и окончила школу в 1941 году, в год начала войны в Югославии.
С лета 1941 года в партизанском движении: её начальником был Херман Хенингман из Доленьски-Топлице. Она работала курьером между Ново-Место и Брезово-Ребро, где находились партийная ячейка и партизанский лагерь. В декабре 1941 года по распоряжению Хенингмана она покинула Брезово-Ребро и перебралась в Ново-Место, где устроилась работать в гостиницу, в которой проработала три месяца. Там она организовала пункт связи, а также занималась распространением листовок и поддержкой связи с приезжавшими в город курьерами.
После трёх месяцев работы Албина переехала в Чешча-Вас к матери, где находился ещё один пункт связи. Там Албина обеспечивала связь между городами Ново-Место, Чешча-Вас, Брезово-Ребро и Пречна. В июне 1942 года после раскрытия пункта связи она перебралась во Врезово-Ребро и вступила в охранную роту Западно-Доленьского партизанского отряда. В это время контролируемая партизанами территория подвергалась наступлению Итальянской королевской армии. Партизанский отряд был разделён на множество небольших групп, чтобы обеспечить оборону. После окончания наступления все части воссоединились у Подстеницы. В августе 1942 года там же Албина была принята в Союз коммунистической молодёжи Югославии, а в декабре 1942 года в Доленьске стала бойцом 3-й роты 3-го батальона 1-й Словенской бригады имени Тоне Томшича. В бригаде она работала санитаркой (при роте и при батальоне), а также батальонным секретарём СКМЮ.
Албина участвовала в сражениях 11 декабря 1942 года при Айдовце и на Полице, 26 декабря того же года при Мирне, 28 декабря при Требинаце, 3 января 1943 года на линии Загорица — Чатеж, 13 января в Шентвиде при Стичне, 17 января на Полице и далее. В сентябре 1942 она получила первое ранение в Сувой-Крайне, а 21 января 1943 года во время боёв при Загорице по взятию укреплённого пункта словенских «белогвардейцев» получила второе ранение. 4 марта 1943 года участвовала в битве при Метлике, где оказывала помощь раненым, 18 марта — при Амбрусе, 25 марта — при Данах. 15 сентября 1943 года она в третий раз была ранена у Велики-Осолника, во время боёв за Туряк: рядом с ней разорвался миномётный снаряд. Албина лечилась в госпиталях в Елендоле, Кочевском роге и в Чрмошницах, а позже была эвакуирована в Жумберак. С 1944 года — член Коммунистической партии Югославии.
В конце 1944 года выбралась в район Бела-Краины, где участвовала в боях в составе Белокраньского партизанского отряда. Позже поступила в партийную школу на Кочевском Роге, училась с мая по июль 1944 года. По окончании курсов получила назначение санитаркой и занялась эвакуацией раненых в Бари, Гравину и Барлет, а с ноября 1944 года — в Сплит. Несла службу в составе 8-го Далматинского корпуса НОАЮ, 14 января 1945 года направлена в детский дом в Новиграде. В конце войны находилась в Задаре, а затем в Триесте.
После войны проживала в Ново-Место, затем на Паге, в Поречье, Кобариде и Илирска-Бистрице. С декабря 1955 года проживала в Мариборе. Секретарь югославской компартии в Любляне в районах Поляне, также в входила в комитет Союза коммунистов Словении в Мариборе и Кршке. Скончалась 24 января 2001 года.

## Награды
- Народный герой Югославии (13 сентября 1953)[1]
- Партизанский памятный знак 1941 года[1]
- Орден Партизанской звезды III степени[1]
- другие награды[1]